# Чистяков, Константин Николаевич
Константин Николаевич Чистяков (19 сентября 1928, Озеро-Вавилово, Уральская область — 14 октября 2022, Староминская, Краснодарский край) — передовик советского и российского сельского хозяйства, директор совхоза «Балаирский» Талицкого района Свердловской области, Герой Социалистического Труда (22.03.1966).

## Биография
Константин Николаевич Чистяков родился 19 сентября (в некоторых источниках — 19 августа) 1928 года в селе Озеро-Вавилово Озеровавиловского сельсовета Катайского района Шадринского округа Уральской области РСФСР, ныне деревня входит в Катайский муниципальный округ Курганской области. Русский.
Зимой 1930 года семью его деда, колёсных дел мастера Василия Зиновьевича Чистякова, раскулачили и сослали в Уватский район Тобольского округа Уральской области, где спецпереселенцы построили новую деревню, Малый Нарыс. Отец имел профессию краснодеревщика, ещё до войны стал заместителем председателя колхоза, но в годы Великой Отечественной войны был призван в трудармию. Мать оставалась с четырьмя детьми до 1951 года, когда отец вернулся из Абхазии (там он принимал участие в строительстве дачи И. В. Сталина).
Окончив на отлично Екимовскую семилетнюю школу, устроился в колхозную мастерскую промколхоза «Пламя», где шлифовал доски для лыж и лодок-волокуш.
Вскоре для приобретения специальности отправился пешком за 80 километров в город Тобольск. После окончания с красным дипломом Тобольского зооветеринарного техникума стал работать зооветучастковым в Калачинском районе Омской области.
В феврале 1948 года был призван в ряды Советской Армии. Служил до ноября 1952 года в Приморском крае, в военном гарнизоне «Пантелеемовка», в/ч 82736, по профессии топограф-вычислитель артиллерийского полка, сержант.
После демобилизации, в ноябре 1952 года, приехал в Свердловскую область и был принят на работу в качестве веттехника Орджоникизовского совхоза.
В 1954 году вступил в КПСС.
В 1959 году поступил на заочное отделение Свердловского сельскохозяйственного института, который с отличием окончил по специальности «Зоотехния».
В 1960 году назначен главным зоотехником Орджоникизовского совхоза. Затем работал главным зоотехником овощеводческого треста в Свердловске (ныне Екатеринбург).
В 1961 году был назначен директором отстающего совхоза «Балаирский» в селе Балаир Талицкого района Свердловской области. Вместе с женой- учительницей и двумя детьми переехал из областного центра в отдалённую деревню без электричества. В 1961 году урожайность кукурузы на зелёный корм составила всего 80 центнеров с одного гектара. В 1964 году урожай кукурузы на зелёный корм достиг 500—600 центнеров с гектара. В несколько раз увеличилась урожайность основных культур. Надои выросли с 2,4 до 3,8 тысяч килограммов молока на фуражную корову. Резко возросло маточное поголовье птицы и крупного рогатого скота. Соответственно, сдача государству мяса, яиц и зерна увеличилась по сравнению с 1961 годом в два раза. Почти вдвое выросла зарплата.
Рядом с их пограничной деревней находились две деревушки с таким же отсталым хозяйством, и рабочие подсказали, что можно бы попробовать объединиться — а там 300 рабочих рук. И этот вопрос на областном уровне удалось решить. Почти год молодой директор не покладая рук трудился в отсталом хозяйстве, на каждом совещании выслушивая нелестные отзывы в свой адрес, а когда подвели итоги, оказалось, что их Балаирский совхоз стал единственным, выполнившим план по всем показателям. Когда же в конце 1965 года подвели итоги семилетки, совхоз оказался в передовиках.
Указом Президиума Верховного Совета СССР от 22 марта 1966 года за достигнутые успехи в развитии животноводства и заготовок мяса, молока, яиц, шерсти и другой продукции Чистякову Константину Николаевичу присвоено звание Героя Социалистического Труда с вручением ордена Ленина и золотой медали «Серп и Молот».
В 1967 году был переведен начальником Нижне-Тагильского межрайонного управления сельского хозяйства.
Вскоре после этого из-за ухудшившегося здоровья жены Константин Николаевич вынужден был переехать в места с более благоприятным климатом. Выбор пал на Краснодарский край. Хотя вакансий должности главного зоотехника на Кубани не оказалось, Герою всё же не могли отказать.
С 1967 по 1980 год он работал в Адыгейской автономной области (ныне Республика Адыгея) заместителем директора Майкопской птицефабрики. В 1980 году на базе Майкопской птицефабрики было создано производственное птицеводческое объединение «Адыгейское», которое стало главным предприятием вновь созданного объединения. Главным зоотехником объединения стал К. Н. Чистяков. Пятнадцать лет Константин Николаевич работал замдиректора Майкопской птицефабрики. Хозяйство с последних мест по итогам соцсоревнования в крае становится лидером. Ему вручают Орден Трудового Красного Знамени.
В 1982 году его назначили директором Староминской птицефабрики в Староминском районе Краснодарского края, которую он вывел в десятку лучших бройлерных птицефабрик страны. Поначалу предприятие выдавало в год 3200 тонн мяса бройлеров, но большой урон наносила птицеводству чума. Почти нереальной перспективой казалось производство 5 тысяч тонн мяса птицы в год. И здесь новый директор сначала изучил весь технологический процесс, нашёл в нём небольшие изъяны и взялся со специалистами довести его до совершенства. За качественным яйцом отправились в разные концы Союза. В Вильнюсе оказалось самое лучшее яйцо, но договориться на поставку было не так просто. Директора поразила культура производства тамошнего предприятия, где рабочим фабрики запрещалось держать дома птицу. Эта жёсткая мера позволяла избежать распространения инфекции.
Длительное наблюдение за процессом кормления, беседы с птичницами натолкнули директора на мысль, что принятая норма не позволяет бройлерам наедаться досыта. Но бухгалтеры и экономисты были неумолимы. Тогда Чистяков в качестве эксперимента настоял перевести на новую форму кормления два корпуса. Результат превзошёл все ожидания: суточный привес в двух корпусах оказался по 28 граммов в сутки, в то время как в обычных условиях привесы составляли 14 граммов. Вывод был следующим: расход кормов на один килограмм привеса при кормлении вволю снизился почти вдвое. Это была революция в технологическом процессе. Каждый год производство мяса бройлеров увеличивалось на десятки тонн, и к перестроечному периоду птицефабрика вышла на рекордный показатель: 5600 тонн мяса птицы в год. Ежегодная прибыль превышала 1,5—2 миллиона рублей. Это позволяло строить квартиры для рабочих, обустраивать территорию и быт сотрудников.
Многократный участник ВДНХ СССР, имеет одну серебряную и шесть бронзовых медалей Выставки достижений народного хозяйства.
Избирался кандидатом в члены Свердловского обкома КПСС, членом бюро Талицкого райкома партии, членом облсовпрофа, депутатом Верхнепышимского городского, Талицкого и Орджоникидзевского районных Советов в Свердловской области и Майкопского районного Совета народных депутатов.
В 1993 году вышел на пенсию, дело отца продолжал его сын Владимир.
19 сентября 2018 года отметил 90-летие.
Проживал в станице Староминская Староминского района Краснодарского края.
Константин Николаевич Чистяков умер 14 октября 2022 года в станице Староминская Староминского района Краснодарского края.

## Награды

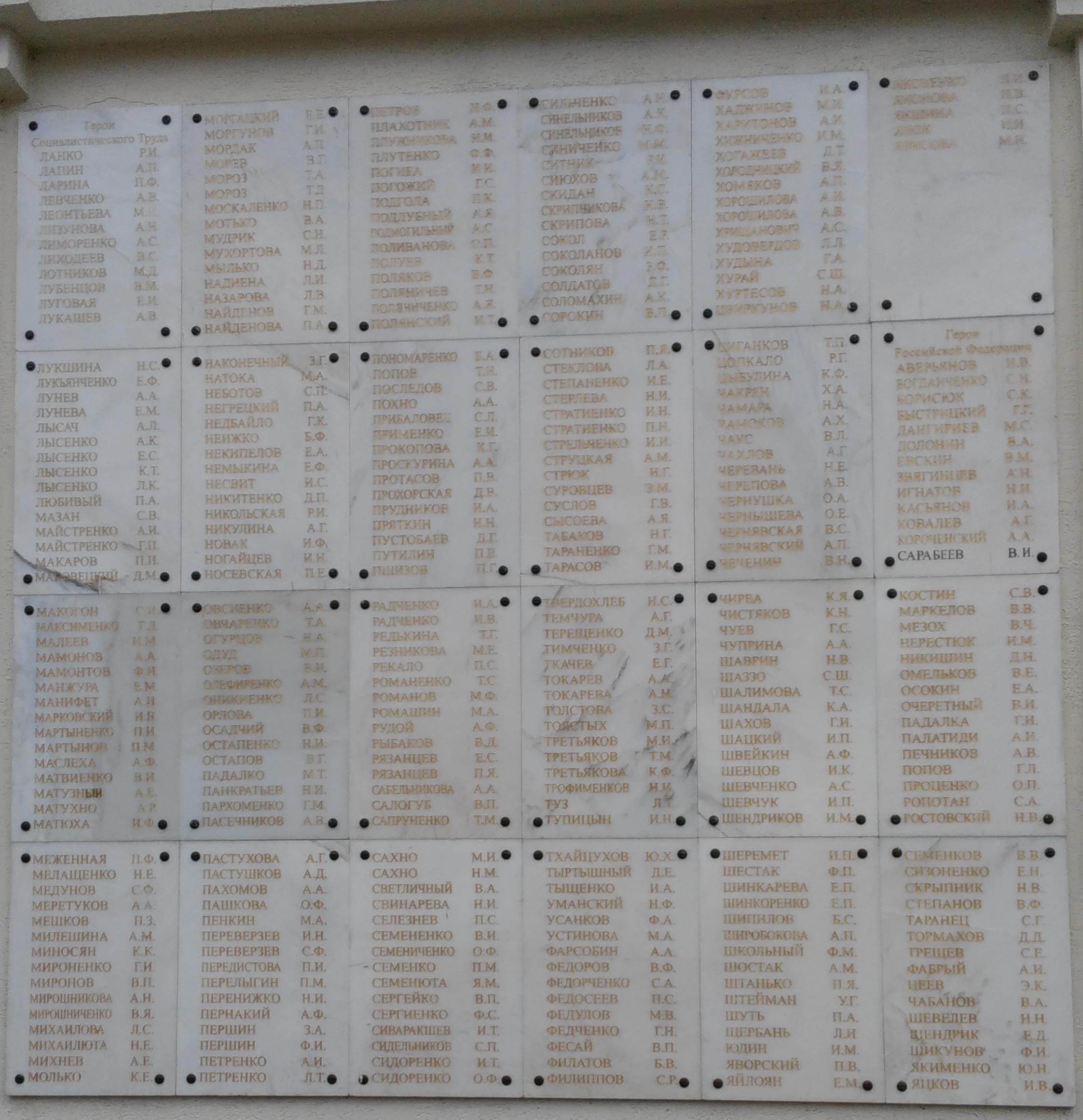
Мемориальная доска с именами Героев Социалистического Труда Кубани и Адыгеи. Краснодар 2017

- Герой Социалистического Труда, 22 марта 1966 года
  - Орден Ленина № 366802
  - Медаль «Серп и Молот» № 11488
- Орден Трудового Красного Знамени, 6 сентября 1973 года
- Юбилейная медаль «За доблестный труд. В ознаменование 100-летия со дня рождения Владимира Ильича Ленина», 6 апреля 1970 года
- Медаль «За доблестный труд в Великой Отечественной войне 1941—1945 гг.»
- 1 серебряная и 6 бронзовых медалей Выставки достижений народного хозяйства
- Заслуженный работник сельского хозяйства Кубани, 9 января 1996 года[2].
- Почётный гражданин Староминского района, 2019 год[5]
- Почётный гражданин станицы Староминской, 1984 год
- Имя Героя золотыми буквами вписано на мемориальной доске в Краснодаре

## Семья
Жена Лидия Михайловна — преподаватель русского языка и литературы.
- Дочь Наталья (род. 1954), кандидат экономических наук. Её сыновья — Сергей и Александр.
- Сын Владимир (1960—2019), 11 лет являлся директором Староминской птицефабрики, затем — главным технологом группы компаний «Черкизово» в г. Липецке. Имел сыновей — Александра и Евгения.